# Lemei Rock
Der Lemei Rock ist ein Schildvulkan und Teil des polygenetischen Vulkangebietes Indian Heaven:166–167 im US-Bundesstaat Washington. Das Vulkanfeld liegt auf halbem Weg zwischen dem Mount St. Helens und dem Mount Adams und stammt aus dem Pleistozän und Holozän. Der Lemei Rock bildet seinen höchsten Punkt mit 5.925 ft (1.806 m).

## Geographie
Der Lemei Rock ist der höchste Punkt in der Indian Heaven Wilderness in Washington. Er hat eine Schartenhöhe von 2.405 ft (733 m). An klaren Tagen können Wanderer die vier nächstgelegenen Vulkane sehen: Mount Adams, Mount Hood, Mount St. Helens und Mount Rainier.
Der Schildvulkan wird von einem Vulkankrater gekrönt. Während der Kraterrand frei von Schnee und Eis ist, bleibt der Schnee in den Hochlagen oft bis in den Juli hinein liegen. Ein kleiner Kratersee mit dem Namen Lake Wapiki findet sich im Krater unterhalb des höchsten Punktes. Der Lost Creek und der Dry Creek fließen an der Südostseite des Berges ab und in den White Salmon River, während der Smokey Creek, der Little Goose Creek und der Cultus Creek von der Ost- bzw. Nordostseite aus zunächst in den Trout Lake Creek, welcher seinerseits bei Trout Lake in den White Salmon River mündet. Der Rush Creek fließt von der Westseite des Lemei Rock aus in den Lewis River und mündet zwischen dem Lower Lewis River Falls Recreation Area und dem Swift Reservoir.

### Vulkane in Indian Heaven
| Name              | Höhe in Metern | Koordinaten           | Letzter Ausbruch |
| ----------------- | -------------- | --------------------- | ---------------- |
| Big Lava Bed      | 1.279          | 45° 55′ N, 121° 45′ W | ~8.150 Jahre BP  |
| Bird Mountain     | 1.712          | 46° 2′ N, 121° 47′ W  |                  |
| East Crater       | 1.614          | 46° 0′ N, 121° 47′ W  |                  |
| Gifford Peak      | 1.636          | 45° 59′ N, 121° 48′ W |                  |
| Lemei Rock        | 1.806          | 46° 1′ N, 121° 46′ W  |                  |
| Lone Butte        | 1.457          | 46° 3′ N, 121° 50′ W  |                  |
| Red Mountain      | 1.513          | 45° 56′ N, 121° 49′ W |                  |
| Sawtooth Mountain | 1.632          | 46° 4′ N, 121° 46′ W  |                  |

## Geologie

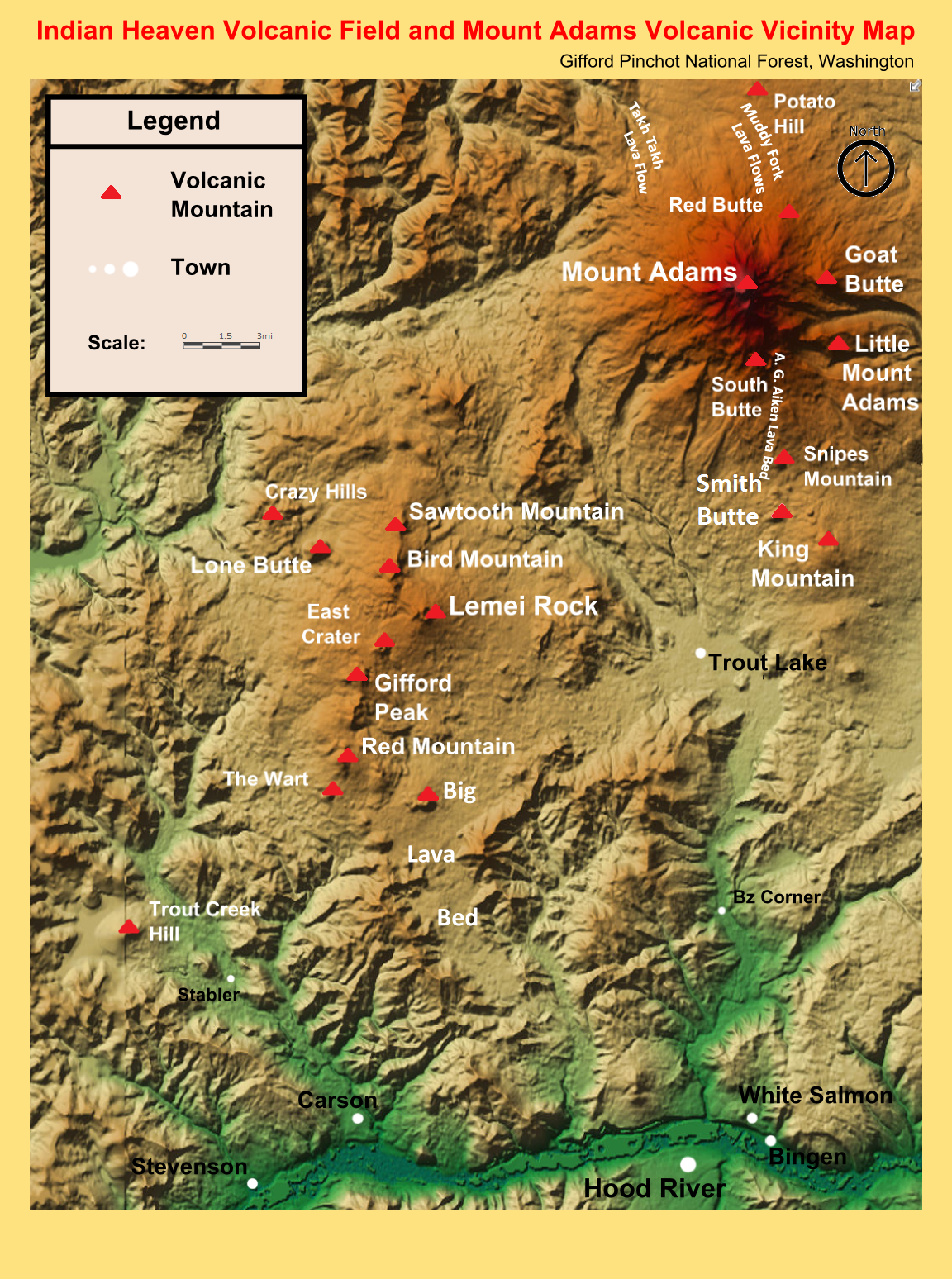
Das Vulkanfeld Indian Heaven und die vulkanische Umgebung des Mount Adams auf einer digitalen Reliefkarte zeigt den Lemei Rock und verschiedene andere Gipfel, die zum Vulkanfeld gehören.

Der Lemei Rock ist einer von vielen Schildvulkanen, die von Schlacken- und Schweißschlackenkegeln überragt werden, die das Vulkanfeld Indian Heaven ausmachen. Etwa 60 eruptive Zentren liegen in dem 30 km langen, nach N10°E ausgerichteten Gebiet. Bei 600 Quadratkilometern Fläche hat das Feld ein Volumen von etwa 100 Kubikkilometern und bildet den Westteil des 2000 km² großen quartären Basalt-Feldes in den Kaskaden des südlichen Washington, das als King-Mountain-Bruchzone bezeichnet wird und gleichzeitig mit dem Mount Adams entstand.

## Klettern und Erholung

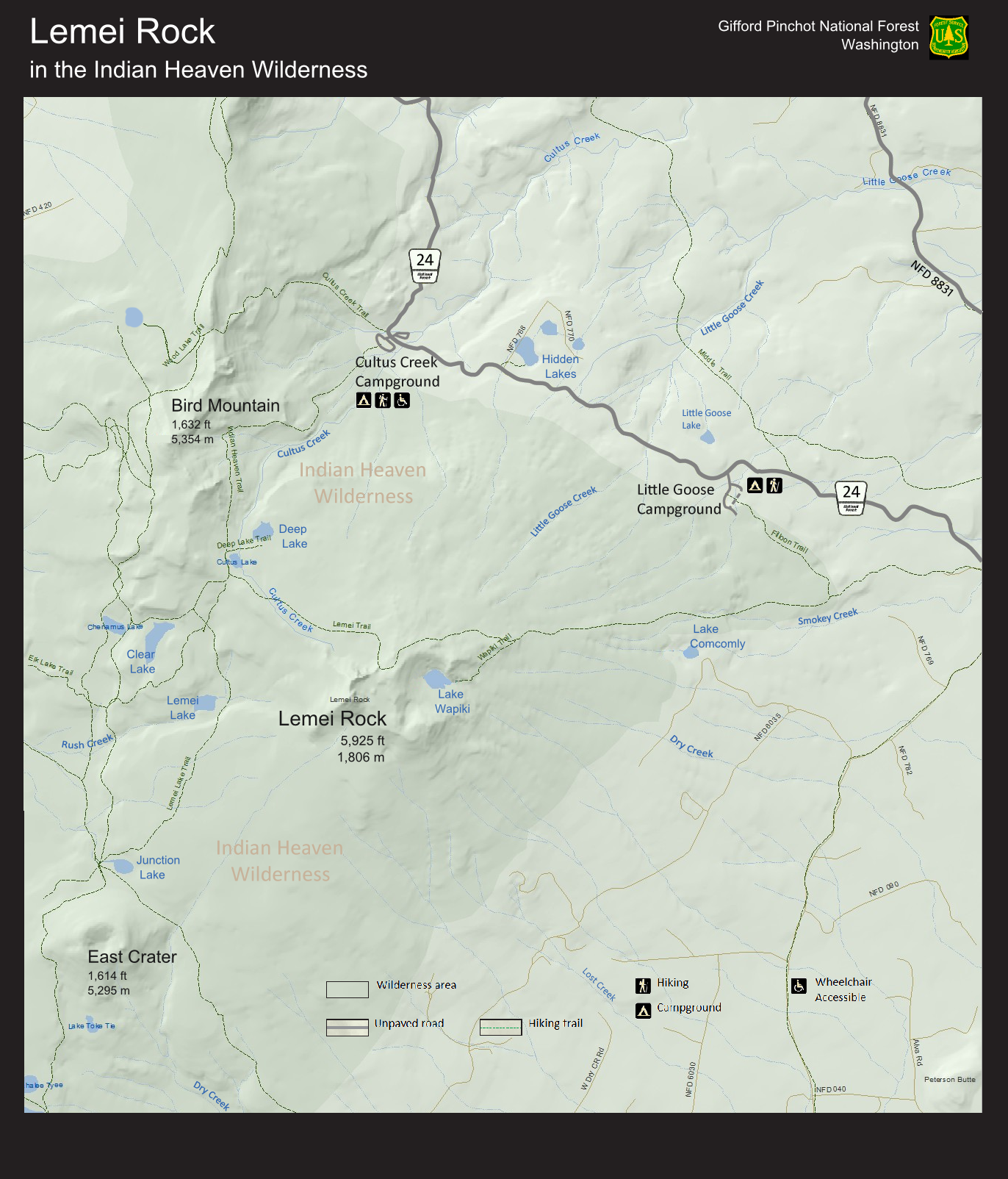
Der Lemei Rock auf der Besucherkarte der Indian Heaven Wilderness

Die Angel- und Wanderziele im Vulkanfeld um den Lemei Rock gehören zur Indian Heaven Wilderness, welche für die hochgelegenen Bergwiesen zwischen den verteilten Vulkankegeln bekannt ist. Der Pacific Crest National Scenic Trail durchquert das Vulkanfeld und das Wildnisgebiet von Nord nach Süd, welches für die Seen und die Aussicht auf vier nahegelegene Vulkane bekannt ist: Mount Adams, Mount Hood, Mount St. Helens und Mount Rainier. Die Haupt-Wanderwege am Lemei Rock sind der Lemei Trail, welcher an der Ostseite den Lemei Rock hinaufklettert sowie der Wapiki Trail, welcher vom Lemei Trail abzweigt und zum tiefblauen Wapiki Lake führt, dem „Kratersee“ des Lemei Rock. Der Filloon Trail startet am rustikalen Little Goose Campground und trifft vor dem Lake Comcomly auf den Lemei Trail.
Der Cultus Creek Campground ist mit 50 Stellplätzen ein Ziel für Beerensammler und liegt am Rande der Indian Heaven Wilderness. Der Campingplatz bietet Besuchern Zugang zu zwei Haupt-Einstiegspunkten für die Wanderwege (Indian Heaven Trail #33 und Cultus Creek Trail #108) und Zugang für Huckleberry-Sammler in die Indian Heaven Wilderness, die für ihre Huckleberrys und für das Vulkanfeld, in dem sie liegt, bekannt ist.